# Avengement
Pour plus de détails, voir Fiche technique et Distribution.
Avengement est un film britannique réalisé par Jesse V. Johnson en 2019, avec son scénario et celui de Stu Small.
Il est sorti aux États-Unis le 24 mai 2019 par Samuel Goldwyn Films (en).

## Synopsis
Cain Burgess s'évade de prison pour se venger des personnes qui ont fait de lui un tueur sans pitié. 

## Distribution
- Scott Adkins : Cain Burgess
- Craig Fairbrass (VF : Stéphane Cornicard) : Lincoln Burgess
- Thomas Turgoose : Tune
- Nick Moran : Hyde
- Kierston Wareing : Bez
- Leo Gregory : Mo
- Beau Fowler : Vern
- Louis Mandylor : l'inspecteur O'Hara